# Congresso Iberoamericano de Investigação Qualitativa em Saúde
O ''Congresso Ibero-Americano de Pesquisa Qualitativa em Saúde (CIICS)'' é um fórum de encontro bienal, no qual acadêmicos, pesquisadores, profissionais de saúde e estudantes da área da saúde da região Ibero-Americana compartilham suas descobertas com base em metodologias qualitativas, bem como reflexões teóricas sobre diversos temas de saúde e doença, sistemas de saúde, políticas sociais de saúde e ensino de pesquisa qualitativa.

## História
O CIICS tem seus história na colaboração entre o Programa de Pesquisa Qualitativa e Avaluativa em Saúde (ProgiECS) cuja sede era a Universidade de Guadalajara, no México, uma iniciativa promovida por Francisco Javier Mercado-Martínez, e o Instituto Internacional de Metodologia Qualitativa, da Universidade de Alberta, no Canadá, liderado por Janice M. Morse a princípios do século XXI . Entre as atividades desta colaboração, foram gerados espaços de intercâmbio entre professores da região ibero-americana e professores visitantes do porte de Juliet Corbin ou Janice Morse [link da Wikipedia]; o ensino de cursos de pesquisa qualitativa em saúde em diversos cursos de pós-graduação na América Latina; e promoveu a produção científica da região, dentre os quais, títulos como as antologias de Pesquisa Qualitativa em Saúde, que não só têm sido amplamente citadas, mas também utilizadas no ensino da pesquisa qualitativa na área da saúde.
A partir dessa colaboração, o Primeiro Congresso Ibero-Americano de Pesquisa Qualitativa em Saúde foi realizado em conjunto com a 9ª Conferência Internacional de QHR, organizada pela Universidade de Guadalajara, no México, e pela Universidade de Alberta, no Canadá, entre 25 de fevereiro e 1º de marzo 2003. O CIICS tem caráter itinerante e já foi realizado em diversas cidades da América Latina, Espanha e Portugal. Em 2023, o X CIICS acontecerá na cidade de Valladolid, Espanha, juntamente com o XXVII Encontro Internacional de Pesquisa Assistencial, organizado pela Unidade de Pesquisa em Cuidados e Serviços de Saúde do [./Https://es.wikipedia.org/wiki/Instituto_de_Salud_Carlos_III Instituto de Saúde Carlos III].

## Edições
| Edição (ano) | Data                         | Cidade/país            | Presidência           | Tema |
| ------------ | ---------------------------- | ---------------------- | --------------------- | --- |
| I (2003)     | 25 de fevereiro a 1 de março | Guadalajara (México)   | Francisco Mercado     | |
| II (2005)    | 22 a 25 de junho             | Madrid (Espanha)       | Carlos Calderón       | |
| III (2008)   | 12 a 15 de novembro          | San Juan (Puerto Rico) | Marta Bustillo        | |
| IV (2010)    | 8 a 11 de setembro           | Fortaleza (Brasil)     | Maria Lúcia M Bosi    | Diversidade de saberes, construção de conhecimento e justiça social                                     |
| V (2012)     | 11 a 13 de outubro           | Lisboa (Portugal)      | Luisa Ferreira        | Circulação de saberes e os desafios na saúde                                                            |
| VI (2014)    | 15 a 17 de outubro           | Medellín (Colômbia)    | Gloria Molina         | Um compromisso com a ética e a justiça social                                                           |
| VII (2016)   | 5 a 7 de setembro            | Barcelona (Espanha)    | Pilar Isla            | Cidadania e transdisciplinaridade: tecendo redes                                                        |
| VIII (2018)  | 4 a 6 de setembro            | Florianópolis (Brasil) | Marta Lenise do Prado | Nas trilhas da pesquisa qualitativa em saúde: fortalecendo a identidade e a colaboração ibero-americana |
| IX (2021)    | 13 a 15 de outubro           | Montevideo (Uruguai)   | Rodolfo Levin         | Qualidade, ética e transformação social                                                                 |
| X (2023)     | 15 a 17 de novembro          | Valladolid (Espanha)   | Azucena Pedraz        | Repensar a pesquisa: inequidade, resistência e saberes transformadores                                  |

Entre os que proferiram as Conferências no CIICS, destacam-se acadêmicos de renome que têm sido figuras relevantes na promoção e desenvolvimento da pesquisa qualitativa em saúde na região ibero-americana. Entre eles estão: Cecilia Minayo, Carmen de la Cuesta, Jaime Breihl, Janice Morse, Howard Waitzki, o Bonnie Duran.

## Prêmio Francisco Mercado e outras colaborações
O Prêmio Francisco Mercado premia a melhor tese de doutorado em pesquisa qualitativa em saúde e cujo trabalho de campo tenha sido em qualquer país da América Latina, cujo objetivo é incentivar jovens pesquisadores nesta área. O prêmio é concedido em reconhecimento à sua qualidade científica, por fornecer conhecimentos relevantes e com potencial para contribuir para a saúde das pessoas na região Ibero-americana. A Comissão Organizadora do IX CIICS estabeleceu este prêmio em homenagem à figura de Francisco Javier Mercado-Martínez, formador de jovens pesquisadores em pesquisa qualitativa em saúde na América Latina. Em sua primeira edição, Edição 2020, a tese premiada foi a de Esteban Hadjez Berrios, publicada em formato de livro digital em espanhol e inglês sob o título “Conflito ambiental em Valle de Huasco, Chile: participação comunitária na saúde e movimentos sociais”, publicado pela Universidade de Guadalajara.